# Thomas Magnussen
Thomas Magnussen (født 11. maj 1973) er en dansk skuespiller.
Magnussen er uddannet fra Guildhall School of Music & Drama i London i 2000. Han har bl.a. haft roller ved Odense Teater, Aveny-T, Det Danske Teater og Mungo Park samt Det Kongelige Teater, hvor han spillede med i Hamlet.
Thomas Magnussen er endvidere tilknyttet lydbogsforlaget Momo - Skuespillernes Lydbogsværksted, hvor han har indlæst flere lydbøger, ligesom han (pr. 2015) fungerer som forlagets direktør.
Magnussen har sammen med Katrine Falkenberg indtalt stemmerne i udkaldene i metroen i København siden 2019.
Siden 2007 har han været gift med skuespiller Linda Elvira.

## Filmografi
- Brødre (2005)
- Afskåret (2016)

### Tv-serier
- Bedrag (2016)
- Arvingerne (2016)
- Broen III (2016)
- 2900 Happiness (2007)
- Kammerater i krig (2002)
- Generator Rex (2011) – Øvrige Stemmer
- Pound Puppies (2011) – Øvrige Stemmer
- Total Drama Revenge of the Island (2012) – Scott
- Sidekick (2012) – Øvrige Stemmer
- Den lille prins (2012) – Øvrige Stemmer
- Total Drama All-Stars (2014) – Scott
- Thunderbirds Are Go! (2016) – Øvrige Stemmer – sæson 2

## Studie
- SDI Media